# فارس هارون
فارس هارون (22 سبتمبر 1985 بلجيكا - ) هو لاعب كرة قدم بلجيكي، يلعب كلاعب وسط، شارك في الألعاب الأولمبية الصيفية 2008.

## مسيرته الكروية
لعب فارس هارون خلال مسيرته الاحترافية مع 6 أندية في تسعة عشر موسمًا وسجل خلالها 61 هدفًا ضمن 417 مباراة. ولم يفز بأي موسم بالكأس أو بالدوري.
خاض فارس هارون مسيرته مع نادي جينك في موسم 2003–04 ليلعب معه خمسة مواسم، مشاركًا في 104 مباراة سجل خلالها 16 هدفًا. ثم انتقل إلى نادي بيرسخوت إيه سي في موسم 2008–09 واستمر معه طيلة ثلاثة مواسم، حيث شارك في 91 مباراة سجل خلالها 23 هدفًا. لينتقل بعدها إلى نادي ميدلزبره في موسم 2011–12 واستمر معه طيلة ثلاثة مواسم، مشاركًا في 56 مباراة سجل خلالها 6 أهداف. ثم انتقل إلى نادي بلاكبول في موسم 2013–14 لمدة موسم واحد، مشاركًا في 9 مباريات ولم يسجل أي هدف. هذا وانتقل لاحقًا إلى نادي سيركل بروج في موسم 2014–15 واستمر معه طيلة ثلاثة مواسم، مشاركًا في 59 مباراة سجل خلالها 8 أهداف. ثم انتقل بعدها إلى نادي رويال أنتويرب في موسم 2016–17 ليلعب معه أربعة مواسم، مشاركًا في 98 مباراة سجل خلالها 8 أهداف أيضًا.

## روابط خارجية
- فارس هارون على موقع الاتحاد الدولي (مؤرشف)  (الإنجليزية)
- فارس هارون على موقع الاتحاد البلجيكي (الإنجليزية)
- فارس هارون على موقع قاعدة بيانات كرة القدم.إي يو (الإنجليزية)
- فارس هارون على موقع ناشيونال فوتبول تيمز (الإنجليزية)
- فارس هارون على موقع Soccerbase.com (لاعب) (الإنجليزية)
- فارس هارون على موقع Soccerway.com (الإنجليزية)
- فارس هارون على موقع عالم كرة القدم.نت (الإنجليزية)
- فارس هارون على موقع أوليمبيديا (الإنجليزية)